# Ingvar Thurin
Erik Ingvar Thurin, född 24 juli 1929 i västra Sverige, död 4 juli 2005 i Menomonie, Dunn County, Wisconsin var en svensk författare och akademiker, som till stor del var verksam i USA.
Thurin växte upp i Göteborg och studerade språk vid universiteten i Göteborg och Lund. Han disputerade 1974 i engelska vid Lund universitet med en avhandling om Ralph Waldo Emerson. Han kom till USA 1965 som Fulbrightstipendiat för att studera amerikansk litteratur vid University of Minnesota, där han tog en doktorsexamen 1970. Han var professor i engelska vid University of Wisconsin-Stout från 1968 till sin pensionering 1993.